# Skating Hockey Club
Skating Hockey Club fou un club d'hoquei sobre patins i patinatge artístic de Barcelona. Fundat l'any 1928, va ser un dels fundadors de la Federació Catalana d'Hoquei sobre Patins i participà des del seu inici al Campionat de Catalunya. Durant aquesta etapa disputà els seus partits en unes instal·lacions de l'Avinguda Diagonal. Després de la Guerra Civil Espanyola i arran de la repressió franquista, va castellanitzar el seu nom Patín Hockey Club. L'any 1945 va inaugurar unes noves instal·lacions a la plaça Calvo Sotelo, on l'any 1946 se celebrà el primer Campionat d'Espanya de patinatge artístic. En aquesta segona etapa, va aconseguir el Campionat d'Espanya de 1950. Les instal·lacions i l'entitat van desaparèixer el 1958.

## Palmarès
- 1 Campionat de Catalunya d'hoquei patins: 1934
- 1 Copa espanyola d'hoquei patins masculina: 1950